# قصر خورشید کومسوسان
قصر خورشید کومسوسان پیشتر قصر آرامگاه یادمانی کومسوسان که گاهی به آن آرامگاه یادمانی کیم ایل-سونگ گفته می‌شود ساختمانی در گوشه شمال شرقی شهر پیونگ‌یانگ است که به عنوان آرامگاه یادمانی برای کیم ایل-سونگ، بنیانگذار کره شمالی، و پسرش کیم جونگ-ایل، که هر دو پس از مرگ به عنوان رهبران ابدی کره شمالی معرفی شده‌اند عمل می‌کند.